# Mëkanïk Dëstruktïẁ Kömmandöh

El logotipo de la banda en la combinación de colores del LP/CD de Mekanïk Destruktïw Kommandöh

Mëkanïk Dëstruktïẁ Kömmandöh, también conocido por su abreviatura como MDK, es el tercer álbum de estudio de la banda francesa de rock progresivo Magma, y fue publicado en diciembre de 1973. Es el trabajo más conocido de Magma y el más aclamado estilísticamente, aunque esto no se tradujo en un éxito comercial. 

La edición francesa de Rolling Stone calificó a MDK como el 33.º mejor álbum de rock francés (sobre 100). La grabación original de la composición, que era una sola pieza de 38:47 minutos —y que le entregó el título al álbum—, fue rechazada en su momento por la compañía discográfica, lo que impidió que fuese lanzada, pero fue publicada con posterioridad en 1989 como Mekanïk Kommandöh, bajo el sello Seventh Records

## Lista de canciones
Todas las canciones compuestas y escritas por Christian Vander.

| Cara A |                               |          |  |
| N.º    | Título                        | Duración |  |
| 1.     | «Hortz Fur Dëhn Štekëhn Ẁešt» | 9:36     |  |
| 2.     | «Ïma Süri Dondaï»             | 4:30     |  |
| 3.     | «Kobaïa Is de Hündïn»         | 3:34     |  |

| Cara B |                                  |          |  |
| N.º    | Título                           | Duración |  |
| 1.     | «Da Zeuhl Ẁortz Mëkanïk»         | 7:48     |  |
| 2.     | «Nebëhr Gudahtt»                 | 6:02     |  |
| 3.     | «Mëkanïk Kömmandöh»              | 4:10     |  |
| 4.     | «Kreühn Köhrmahn Ïss Dëh Hündïn» | 3:13     |  |

## Créditos
- Christian Vander: compositor, batería, teclados, percusión, voz.
- Klaus Blasquiz: percusión, voz.
- René Garber: clarinete, voz.
- Giorgio Gomelsky: percusión.
- Teddy Lasry: brass.
- Claude Olmos: guitarra.
- Evelyne Razymovski: voz.
- Dom Reinhardt: voz.
- Doris Reinhardt: voz.
- Michelle Saulnier: voz.
- Muriel Streisfeld: voz.
- Jannick Top: bajo.
- Stella Vander: voz.
- Jean Luc VanDer Lier: teclados.
- Benoit Widemann: teclados.